# Mămăliga te așteaptă
Mămăliga te așteaptă este un film românesc din 2004 regizat de Laurențiu Calciu.